# Igrzyska Afrykańskie 2019
Igrzyska Afrykańskie 2019 – dwunasta edycja igrzysk afrykańskich, która została rozegrana w dniach 19–31 sierpnia 2019 roku. Spośród 26 dyscyplin piętnaście było jednocześnie kwalifikacją olimpijską do Letnich Igrzysk Olimpijskich 2020.

## Dyscypliny
- Badminton (szczegóły)
- Boks (szczegóły)
- Gimnastyka (szczegóły)
- Jeździectwo (szczegóły)
- Judo (szczegóły)
- Kajakarstwo (szczegóły)
- Karate (szczegóły)
- Kolarstwo (szczegóły)
- Koszykówka (szczegóły)
- Lekkoatletyka (szczegóły)
- Łucznictwo (szczegóły)
- Piłka nożna (szczegóły)
- Piłka ręczna (szczegóły)
- Piłka siatkowa (szczegóły)
- Pływanie (szczegóły)
- Podnoszenie ciężarów (szczegóły)
- Snooker (szczegóły)
- Strzelectwo (szczegóły)
- Szachy (szczegóły)
- Szermierka (szczegóły)
- Taekwondo (szczegóły)
- Tenis stołowy (szczegóły)
- Tenis ziemny (szczegóły)
- Triathlon (szczegóły)
- Wioślarstwo (szczegóły)
- Zapasy (szczegóły)